# Maigret et l'Inspecteur malgracieux
Pour la nouvelle, voir Maigret et l'Inspecteur malgracieux (nouvelle).
Maigret et l'Inspecteur malgracieux  est un recueil de nouvelles de Georges Simenon, paru en 1947 aux Presses de la Cité. Il fait partie de la série des Maigret. L'« inspecteur malgracieux » est le surnom de l'inspecteur Lognon.
Les deux premières éditions du recueil portent le titre Maigret et l'inspecteur malchanceux.
Le recueil contient une nouvelle éponyme intitulée Maigret et l'Inspecteur Malgracieux, datée du 5 mai 1946.

## Liste des nouvelles du recueil
- Le Témoignage de l'enfant de chœur
- Le Client le plus obstiné du monde
- Maigret et l'Inspecteur malgracieux
- On ne tue pas les pauvres types

## Éditions
- Édition originale : Presses de la Cité, 1947
- Tout Simenon, tome 2, Omnibus, 2002  (ISBN 978-2-258-06043-2)
- Tout Maigret, tome 10, Omnibus, 2019  (ISBN 978-2-258-15349-3)